# Teatro Booth
El Teatro Booth (en inglés, Booth Theatre) es un teatro de Broadway en 222 West 45th Street (George Abbott Way) en el distrito de los teatros de Midtown Manhattan en la ciudad de Nueva York (Estados Unidos). Inaugurado en 1913, fue diseñado por Henry Beaumont Herts en estilo renacentista italiano y fue construido para los hermanos Shubert. Fue operado originalmente por Winthrop Ames, quien lo nombró en honor al actor estadounidense del siglo XIX Edwin Booth. Tiene 800 asientos en dos niveles y es operado por The Shubert Organization. La fachada y partes del interior son hitos de la ciudad de Nueva York.
La fachada es en ladrillo y terracota, con decoraciones esgrafiadas diseñadas en estuco. Tres arcos miran hacia el norte hacia la calle 45 y una esquina curva mira hacia el este hacia Broadway. Al oriente, la fachada de Shubert Alley incluye puertas al vestíbulo y al escenario. El auditorio contiene un nivel de orquesta, un balcón, palcos y un techo abovedado. Las paredes están decoradas con paneles de madera con ventanas en la parte superior, un diseño inusual para los teatros de Broadway, y hay un arco de proscenio elíptico al frente del auditorio. El escenario del sur se comparte con el Teatro Shubert, y una tienda de regalos ocupa algunos de los antiguos camerinos.
Se inauguró el 16 de octubre de 1913 con la obra de teatro La gran aventura de Arnold Bennett. Ames alquiló el teatro y mostró muchas de sus propias producciones hasta 1932, cuando los Shubert se hicieron cargo. Muchas de las producciones iniciales de Booth tuvieron tiradas cortas, particularmente en la década de 1930, pero las tiradas más largas comenzaron a predominar en la década de 1940. Las producciones de larga duración incluyen Luv, Butterflies Are Free, That Championship Season, For Colored Girls Who Have Considered Suicide / When the Rainbow Is Enuf y The Elephant Man.

## Sitio

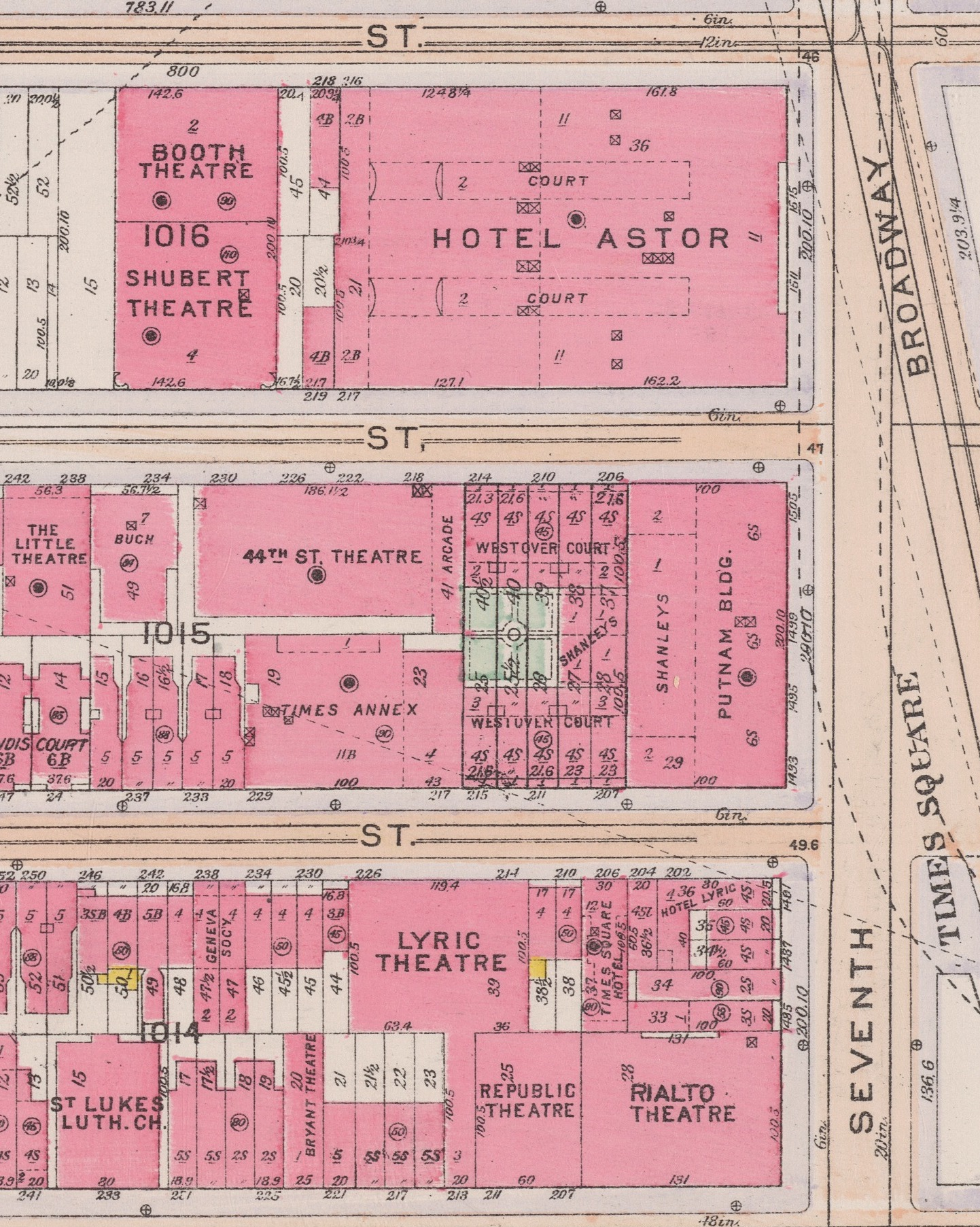
Dibujo del sitio del teatro en 1916. Los teatros Shubert y Booth están arriba a la izquierda.

El Teatro Booth está en 224 West 45th Street, en la acera norte entre la Octava Avenida y la Séptima Avenida, cerca de Times Square en el distrito de los teatros de Midtown Manhattan en la ciudad de Nueva York. Comparte un terreno con el Teatro Shubert directamente al sur, aunque los teatros son edificios separados. El lote cubre 2351 m², con un frente de 38 m sobre las calles 44 y 45 y 61 m en Shubert Alley al este. El edificio del Teatro Booth ocupa 27 m de la fachada de Shubert Alley.
El Booth es parte de la mayor concentración de teatros de Broadway en un solo bloque. Colinda con otros seis teatros: Majestic y Broadhurst al suroeste; John Golden, Bernard B. Jacobs y Gerald Schoenfeld al oeste; y el Shubert al sur. Otras estructuras cercanas incluyen el Row NYC Hotel al oeste; el Music Box Theatre y el Teatro Imperial al norte; One Astor Plaza al oriente; 1501 Broadway al suroriente; y el Teatro Hayes y el Teatro Saint James una cuadra al sur. Los teatros Broadhurst, Schoenfeld (originalmente Plymouth), Booth y Shubert fueron desarrollados por los hermanos Shubert entre las calles 44 y 45, ocupando terrenos que antes pertenecían a la familia Astor. Los Shubert compraron el terreno debajo de los cuatro teatros de los Astor en 1948.
Los teatros Shubert y Booth se desarrollaron en conjunto y son los teatros más antiguos de la cuadra. El sitio fue ocupado anteriormente por varias casas en las calles 44 y 45. El Shubert Alley adyacente, construido junto con los teatros Shubert y Booth, era originalmente un pasadizo de 4,6 m para ser usado en caso de incendios. La presencia de Shubert Alley no solo les permitió a los teatros cumplir con las normas contra incendios sino que también les permitió tener estructuras diseñadas como lotes esquineros. Originalmente, los teatros daban al Hotel Astor, ahora la ubicación de One Astor Plaza, al otro lado del callejón. Otro callejón privado corre hacia el oeste, entre los teatros Booth/Shubert y Broadhurst/Schoenfeld. Broadhurst y Schoenfeld también se construyeron en pareja, ocupando terrenos sobrantes del desarrollo de Shubert y Booth; estos también están diseñados con esquinas curvas que dan a Broadway.

## Diseño
El Teatro Booth fue diseñado por Henry Beaumont Herts y construido en 1913 para los hermanos Shubert. Herts era un arquitecto teatral experimentado y anteriormente había dirigido la firma Herts & Tallant, que diseñó teatros como el Lyceum, el New Amsterdam y el Liberty. Los teatros Shubert y Booth están dentro de edificios separados y difieren en sus diseños interiores y funciones, aunque tienen áreas de escenario adyacentes cerca del centro del bloque. Shubert era la casa más grande, destinada a ser adecuada para musicales, y las oficinas de la familia Shubert se ubicaron sobre el auditorio allí. Por el contrario, el stand estaba destinado a ser más pequeño e íntimo. El Teatro Booth es operado por la Organización Shubert.

### Fachada
Las fachadas de los dos teatros tienen una disposición similar y están diseñadas en un estilo neorrenacentista italiano. Ambas estructuras tienen esquinas curvas que dan a Broadway, ya que la mayoría de los miembros de la audiencia llegaban a los teatros desde esa dirección. La fachada del Booth está hecha de ladrillo blanco, colocado en unión de cruz inglesa, así como de terracota. Una fuente temprana describió las fachadas de los teatros como hechas de mármol blanco, con paneles de estuco y loza. El cuerpo principal del teatro está rematado por una cornisa con ménsulas de chapa diseñadas a modo de máscaras teatrales. Una balaustrada solía correr por encima de la cornisa. El muro occidental es sencillo y tiene una escalera de incendios. Un crítico de la revista Architecture escribió que Herts había "descubierto un motivo excelente para una sola fachada", aunque "quizás hubiera sido más divertido" si los dos teatros hubieran tenido fachadas diferentes.
Según el New-York Tribune, el uso de esgrafiados tallados a mano en los teatros para la decoración convirtió a Herts en "el primer hombre que utilizó esgrafiados para este propósito". El esgrafiado se utilizó debido a los códigos de construcción de la ciudad de Nueva York que impedían que las decoraciones se proyectaran más allá de los límites de su lote. Estas decoraciones eran de color gris claro, colocadas sobre un fondo gris púrpura. El esgrafiado de los dos teatros es uno de los pocos ejemplos de este tipo que quedan en la ciudad de Nueva York. Una fuente contemporánea dijo que las fachadas de los teatros estaban "libres de gran parte de los adornos llamativos que han hecho que algunos de los teatros recientes tengan una apariencia común".

#### Calle 45

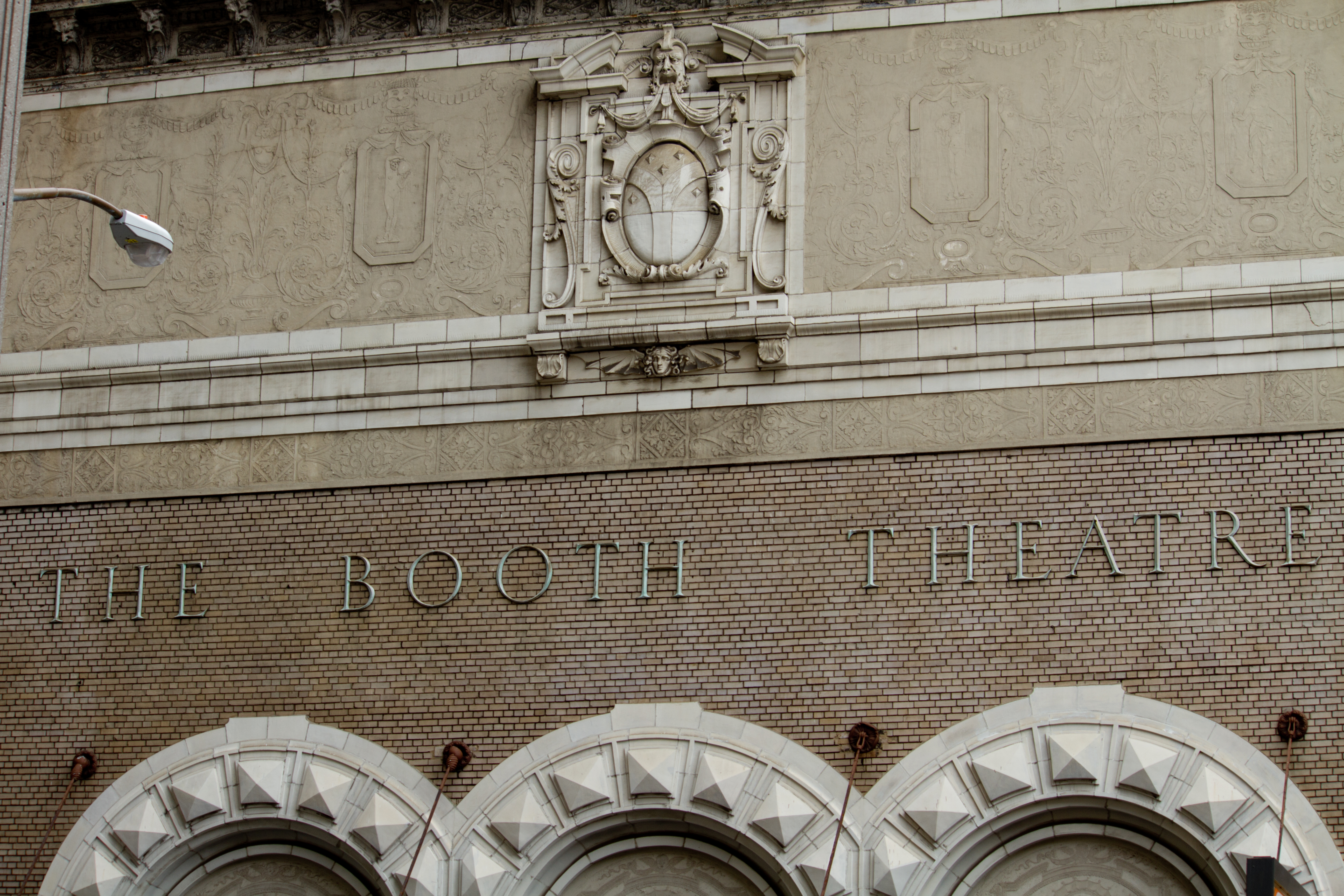
Cartouche sobre la entrada del Booth Theatre

A nivel del suelo, la elevación de la calle 45 contiene un nivel freático alto de piedra pintada, sobre el cual hay una banda con bloques rústicos de terracota. Hay tres arcos en el centro de la fachada, que proporcionan una salida de emergencia desde el vestíbulo. Cada arco originalmente contenía un par de puertas triples de madera con paneles, pero desde entonces se han cubierto con carteles. A ambos lados de los arcos hay letreros rectangulares rematados por frontones de arcos rebajados quebrados. Dentro de los arcos sobre las puertas hay pinturas esgrafiadas que representan figuras. Estas pinturas están parcialmente oscurecidas por una marquesina moderna que está en voladizo desde la pared de arriba. Los arcos están rodeados de dovelas rústicas.
Sobre los arcos, la fachada del teatro está hecha de ladrillo. Las palabras "The Booth Theatre" se colocan sobre los arcos en letras de metal. La sección de ladrillo de la fachada está rodeada por una banda de estuco con decoraciones esgrafiadas, que está pintada de color beige y contiene bajorrelieves de ornamentación foliada de estilo clásico. Los extremos izquierdo (este) y derecho (oeste) de la fachada contienen secuencias verticales de cantoneras de terracota; tienen capiteles de estilo corintio que están decorados con motivos de grifos y escudos. La banda esgrafiada se envuelve a lo largo de la parte superior de la pared de ladrillo. Encima de eso hay una sección de pared de estuco con decoraciones esgrafiadas, que representan grutescos sosteniendo botines y figuras humanas sosteniendo urnas y bastones. Estas decoraciones esgrafiadas se alternan con paneles octogonales de terracota. En el centro de la sección de la pared de estuco hay un edículo de terracota con un cartucho heráldico, sobre el cual hay un frontón roto.

#### Esquina noreste
Debido a la ubicación del teatro en la esquina de 45th Street y Shubert Alley, la esquina noreste de la fachada es curva. Esta sección de la esquina tiene una entrada en el centro, que contiene puertas de vidrio y metal; estos están protegidos por un dosel que se extiende hasta la acera en la calle 44. Un letrero está al oeste de la entrada. Hay paneles de estuco en bajorrelieve a ambos lados de la puerta, que contienen decoraciones foliares. Sobre las puertas hay un entablamento con paños estriados y un frontón quebrado en forma de arco rebajado. El centro del frontón roto tiene una urna, mientras que los lados del frontón tienen tallas de delfines.
Una pared de ladrillo se eleva desde la puerta. Al igual que en la calle 45, hay quoins verticales con capiteles corintios a la izquierda y derecha. En la parte superior de la pared de ladrillo hay un friso de estuco que originalmente contenía decoraciones de esgrafiado. Hay una ventana sobre el friso, que está flanqueada por volutas y ménsulas de consola. La ventana tiene un frontón roto con guirnaldas cubiertas de una máscara teatral en el centro. La parte superior de la sección de la esquina tiene una cornisa, sobre la cual hay un letrero de metal.

#### Shubert Alley

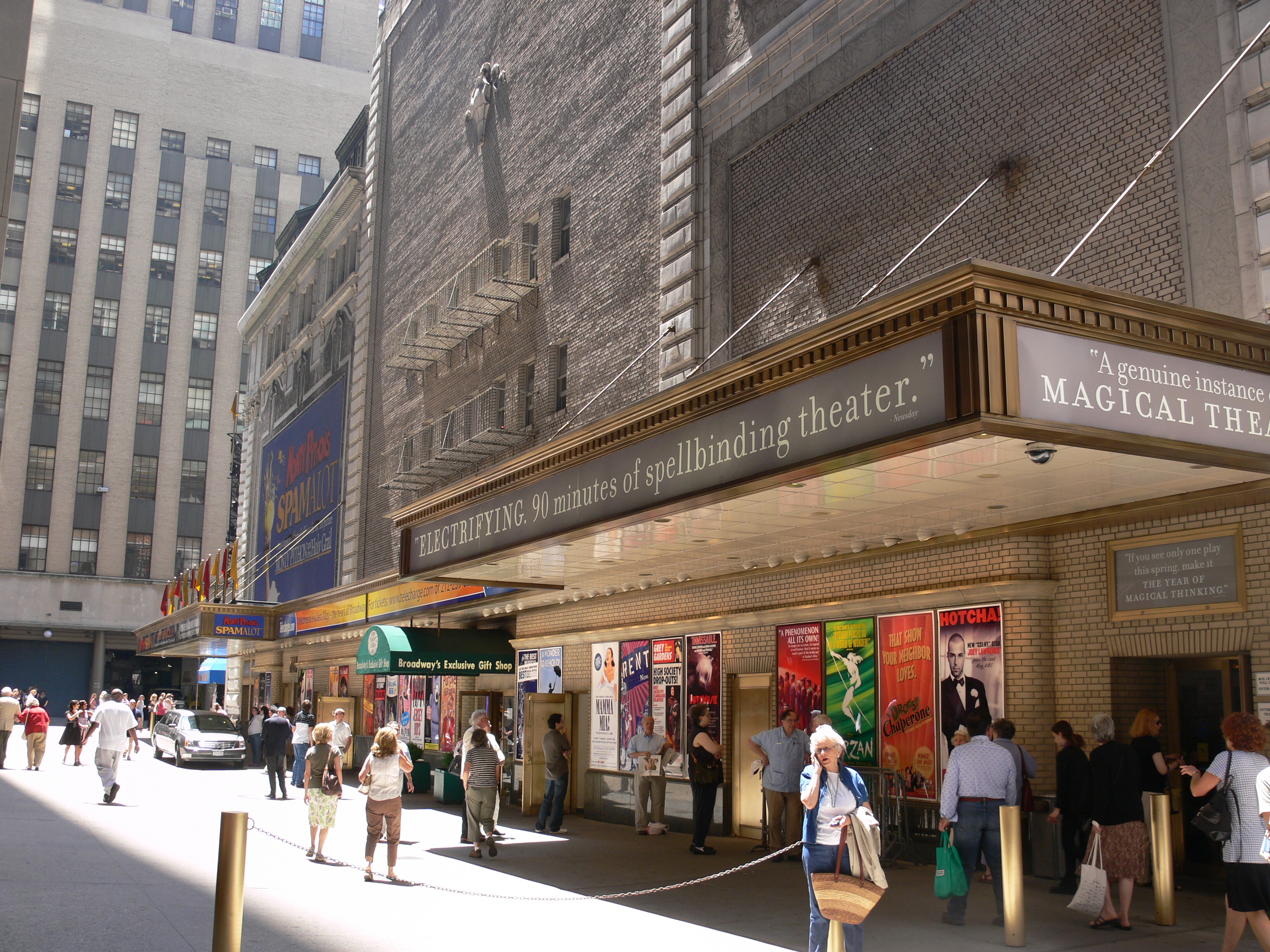
Fachada del callejón Shubert, 2007

En Shubert Alley, la fachada se divide en la casa del escenario a la izquierda (sur) y el auditorio a la derecha (norte). La sección del auditorio contiene un juego de puertas de vidrio y metal en el extremo derecho. Al igual que los alzados en la calle 45 y en la esquina noreste, el lado derecho de la fachada del auditorio contiene dintel vertical rematado por un capitel corintio. También similar a la elevación de la calle 45, hay una sección de pared de ladrillo sobre el primer piso, rodeada por una banda de esgrafiado de estuco con bajorrelieves. En la parte superior de la pared de ladrillo hay una sección de pared de estuco, que contiene decoraciones esgrafiadas que se alternan con tres paneles octogonales de terracota.
La sección de la sala de escenario (compartida con el Teatro Shubert) tiene un diseño más simple y está hecha principalmente de ladrillo en unión cruzada inglesa. La planta baja tiene portales, paneles metálicos y letreros. Una banda de quoins separa el escenario del auditorio Shubert a la izquierda y el auditorio Booth a la derecha. Los pisos segundo a cuarto tienen ventanas de guillotina uno sobre uno, mientras que el quinto piso tiene un escudo de terracota en el centro. La parte superior de la casa del escenario contiene un parapeto, sobre el cual hay un panel esgrafiado rodeado de ladrillos. La puerta del escenario está dentro de esta sección.

### Interior
El teatro contiene tanto un vestíbulo de entradas como un vestíbulo interior rectangular. El uso de dos vestíbulos, en lugar de un solo espacio que conduzca directamente al auditorio, tenía como objetivo reducir las corrientes de aire y el ruido que entraba al auditorio. La pared este del vestíbulo interior contiene salidas con puertas moldeadas, encima de las cuales hay señales de salida con cornisas. La pared norte del vestíbulo interior contiene un nicho con un busto del actor Edwin Booth, el homónimo del teatro. Esta es una copia de un busto que se instaló en el Players Club, donde Booth era miembro. La pared oeste contiene apliques de iluminación de latón y puertas al auditorio. En la parte superior de las paredes hay un friso dórico. El vestíbulo interior contiene un techo artesonado, con candelabros que cuelgan de cada sección del techo.

#### Sala

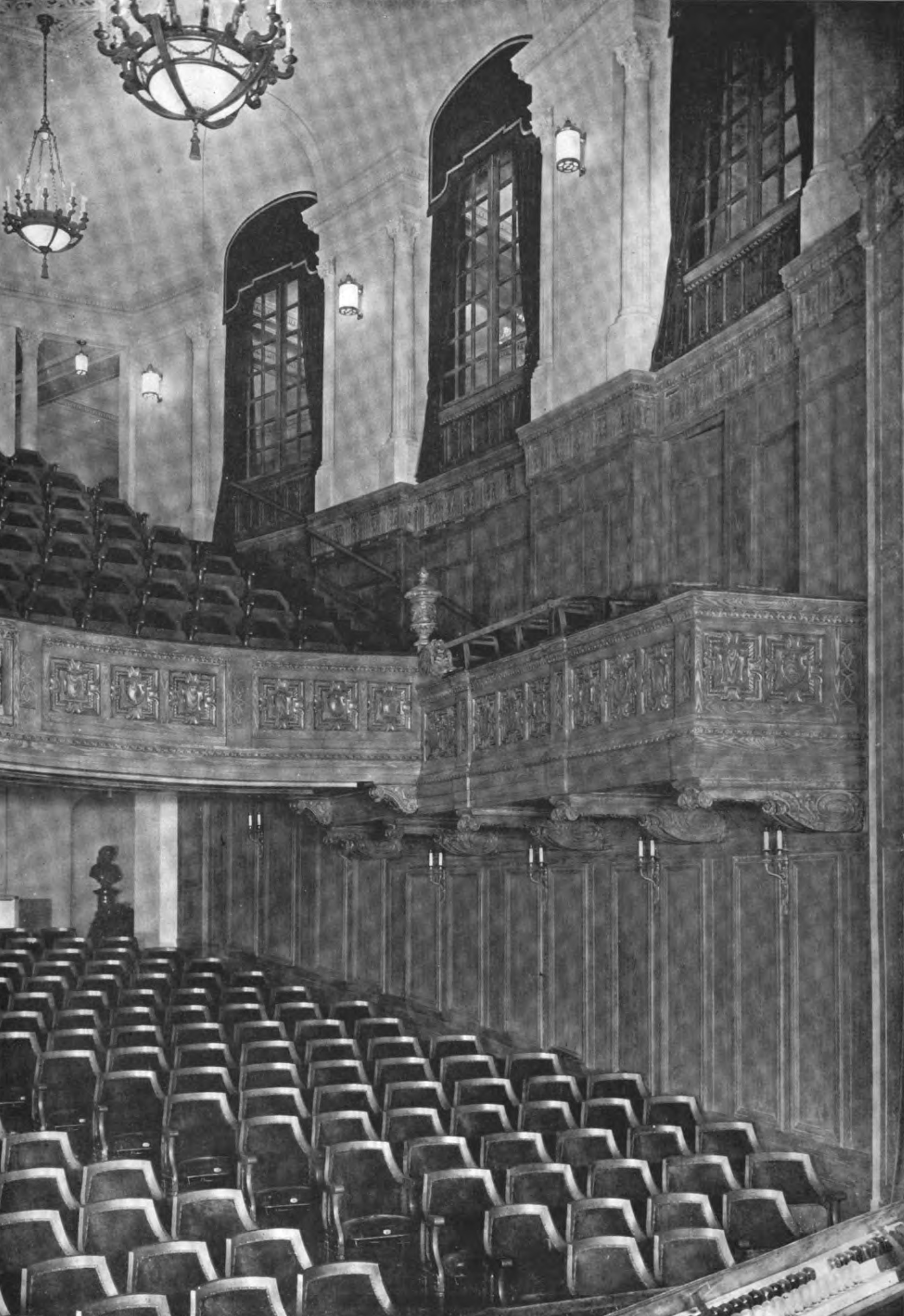
Vista de la pared izquierda del auditorio desde el escenario. Las paredes contienen paneles de madera que se elevan a aproximadamente dos tercios de la altura del auditorio. El tercio superior de los muros de los balcones contiene arcos elípticos con ventanas abatibles. Los palcos de la izquierda y el balcón cuelgan sobre la orquesta.

El auditorio tiene un nivel de orquesta, un balcón, palcos y un escenario detrás del arco del proscenio. El auditorio es más ancho que su profundidad. Según la Organización Shubert, el teatro tiene 800 asientos; por su parte, The Broadway League da una cifra de 766 asientos y Playbill cita 770 asientos. Los asientos físicos se dividen en 514 asientos en la orquesta, 252 en el balcón y 12 en los palcos. Hay 22 lugares para estar de pie, así como 30 asientos removibles en el foso de la orquesta. Originalmente, la orquesta tenía 445 asientos mientras que el balcón tenía 223. El teatro contiene baños en el sótano y en el nivel de la orquesta, así como fuentes de agua. El nivel de la orquesta es accesible para sillas de ruedas, pero el balcón no lo es.
El esquema decorativo original se describió como gris y "morera rica". El interior también estaba decorado con recuerdos de Booth, como su sillón favorito, así como carteles y carteles de espectáculos en los que había aparecido Booth. La revista Architecture citó el interior del stand como "inusualmente bueno en diseño, de buen gusto, tranquilo y encantador".

##### Zonas de estar
Se accede a la orquesta desde las puertas en la parte trasera, o al este. La parte trasera de la orquesta contiene un paseo. Los pilares con paneles sostienen el nivel del balcón y separan el paseo de los asientos de la orquesta. La parte superior de las paredes del paseo de la orquesta contiene un friso de estilo dórico. Linternas de latón cuelgan del techo del paseo marítimo. El nivel de la orquesta está inclinado, descendiendo hacia un foso de orquesta frente al escenario. El balcón también está rastrillado y la parte trasera del balcón contiene un paseo, similar al de la orquesta. El paseo del balcón está delimitado por un friso en su techo, que contiene candelabros de latón y cristal. Los arcos, flanqueados por columnas, conducen entre el paseo del balcón y los asientos del balcón. También hay una cabina técnica en la parte trasera del balcón. En el frente del nivel del balcón hay una caja a cada lado, sostenida por ménsulas. La parte inferior del balcón contiene paneles de madera. La barandilla frontal del balcón y palcos contiene secciones paneladas con patrones de tiras; se instala una caja de luz frente a la baranda del balcón.
La orquesta tiene paredes laterales de madera con paneles, que se curvan hacia el interior del escenario. Las paredes paneladas al nivel de la orquesta continúan al nivel del balcón, hasta la altura del arco del proscenio (alrededor de dos tercios de la altura del auditorio ). Sobre el artesonado hay un friso y una cornisa de estilo dórico. En la parte superior de los muros de los balcones hay arcos elípticos con ventanas abatibles sobre artesonado; hay tres ventanas de este tipo en cada pared. Entre estos arcos hay secciones de pared, que contienen apliques de pared flanqueados por columnas encajadas. Un entablamento atraviesa las secciones de la pared y sobre la parte trasera de los asientos del balcón. El uso de ventanas abatibles sobre paredes con paneles es una característica de diseño poco común entre los teatros de Broadway.

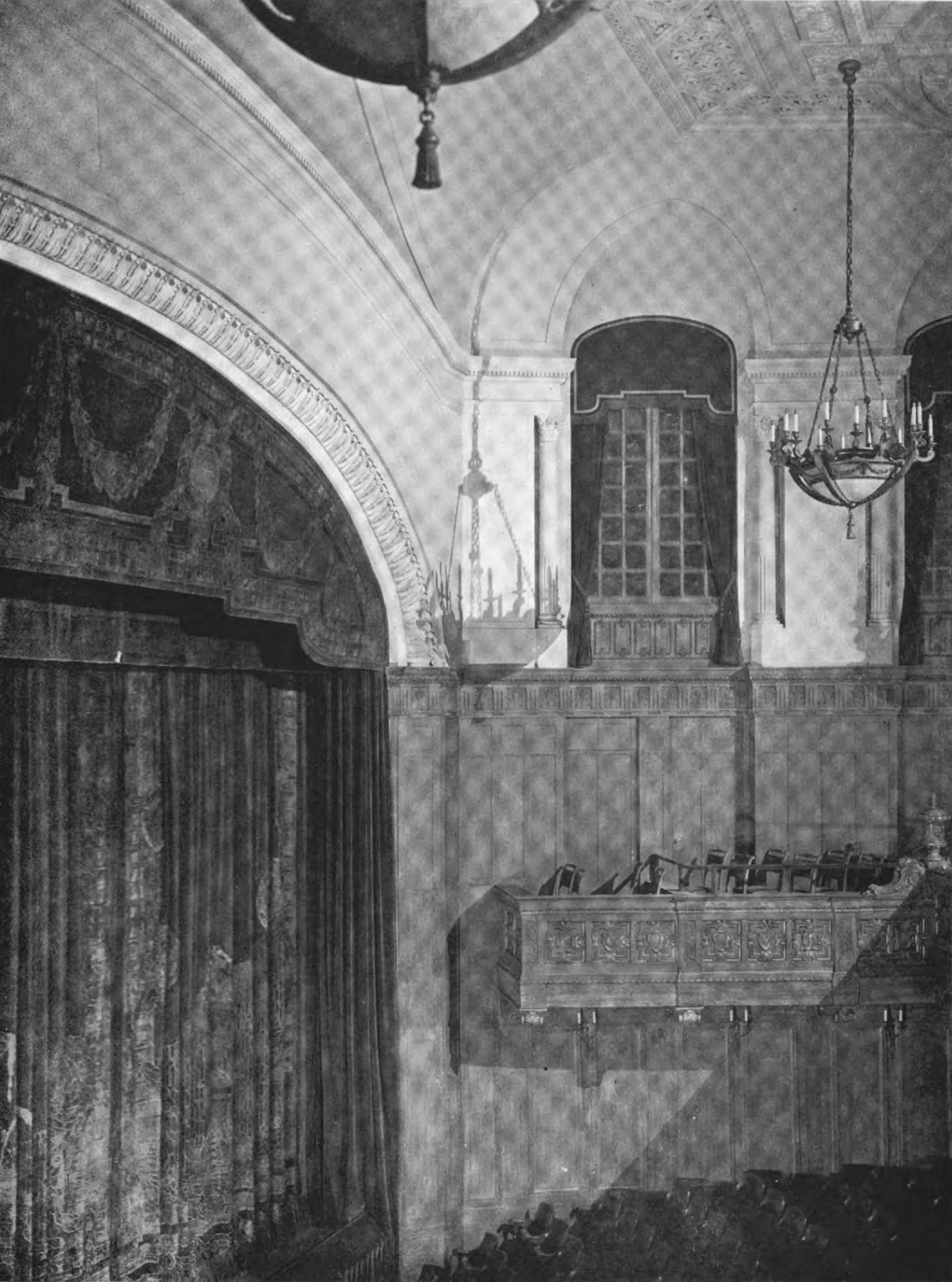
Vista de los palcos del lado derecho del auditorio

Junto a los palcos hay un arco de proscenio elíptico, que está rodeado de decoraciones molduradas. La apertura del proscenio mide unos 36 pies 2 pulgadas (11,0 m) de ancho y 25 pies 1 pulgada (7,6 m) alto. Los lados del arco del proscenio son continuaciones de los paneles de pared en los dos tercios más bajos del auditorio. La parte superior de la abertura del proscenio contiene un yeso, que es una continuación del tercio superior de las paredes del auditorio. La profundidad del auditorio al proscenio es 29 pies 9 pulgadas (9,1 m), mientras que la profundidad al frente del escenario es de 33 pies 4 pulgadas (10,2 m)
El techo abovedado se eleva por encima del entablamento en la parte superior de las paredes del auditorio. El techo abovedado está interrumpido en varios puntos por las aberturas arqueadas en las paredes laterales y en la parte trasera de los asientos del balcón. En estos lugares, hay secciones de cielo raso con aristas con bordes moldeados. El cuerpo principal del techo presenta una ancha franja de celosía, que se interrumpe por cuatro semicírculos con cenefas de yesería. La banda de celosía rodea el panel central del techo. Cuatro candelabros cuelgan del techo.

#### Otros espacios interiores
Los camerinos están separados de los escenarios de cada teatro por un pesado muro ignífugo. Los dos teatros están separados entre sí por un 2 pies (0,6 m) pared.   Una tienda de regalos llamada One Shubert Alley abrió entre los teatros Shubert y Booth en 1979, dentro de tres de los antiguos camerinos de Booth. Las salidas de emergencia de ambos teatros estaban compuestas por "torres a prueba de fuego y humo" en lugar de salidas de incendios exteriores.

## Historia
Times Square se convirtió en el epicentro de las producciones teatrales a gran escala entre 1900 y la Gran Depresión. El distrito de teatros de Manhattan había comenzado a cambiar de Union Square y Madison Square durante la primera década del siglo XX. Desde 1901 hasta 1920, se construyeron cuarenta y tres teatros alrededor de Broadway en Midtown Manhattan, incluido el Teatro Shubert. El lugar fue desarrollado por los hermanos Shubert de Syracuse, Nueva York, quienes se expandieron hacia la ciudad de Nueva York en la primera década del siglo XX. Después de la muerte de Sam S. Shubert en 1905, sus hermanos Lee y Jacob J. Shubert ampliaron significativamente sus operaciones teatrales. Los hermanos controlaban una cuarta parte de todas las obras y tres cuartas partes de la venta de entradas teatrales en Estados Unidos en 1925.
Por su parte, Winthrop Ames, miembro de una acaudalada familia editorial, no entró en la industria teatral hasta 1905, cuando tenía 34 años. Después de participar en el desarrollo de dos lugares grandes, el Castle Square Theatre de Boston y el New Theatre de la ciudad de Nueva York, Ames decidió concentrarse en construir lugares más pequeños durante el Little Theatre Movement.

### Desarrollo y primeros años

#### Construcción

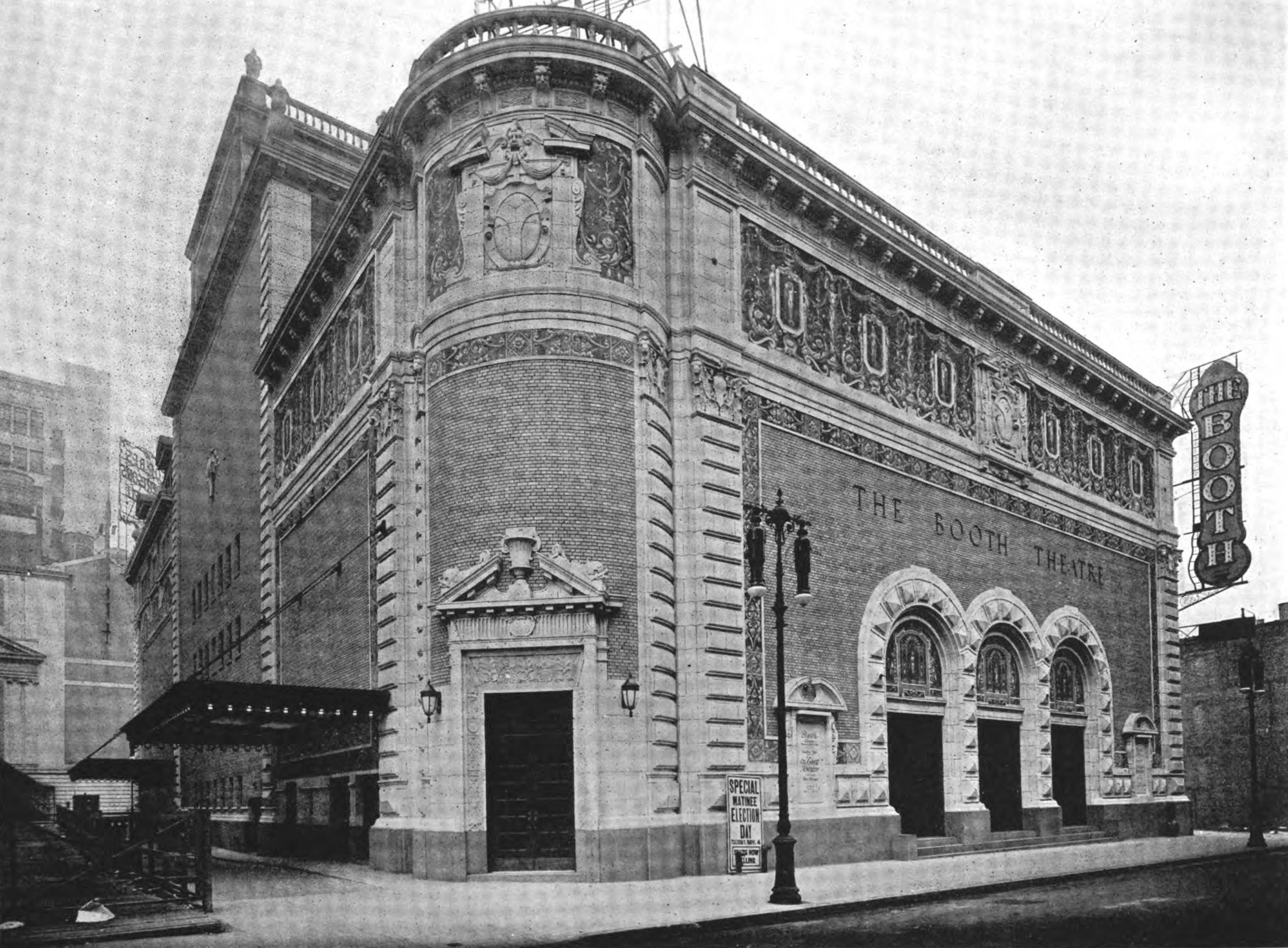
El teatro en sus inicios

Mientras los Shubert estaban desarrollando teatros a principios de la década de 1910, Ames planeaba construir un reemplazo para el New Theatre. Aunque el New se completó en 1909, Ames y los fundadores del teatro consideraron que el lugar, en el Upper West Side, era demasiado grande y estaba demasiado lejos de Times Square. Los fundadores del New Theatre adquirieron varios edificios en 219–225 West 44th Street y 218–230 West 45th Street en marzo de 1911, para la construcción de un "nuevo New Theatre" allí. El teatro habría contenido un callejón privado al este. El proyecto se canceló en diciembre de 1911, después de que se despejó el sitio, cuando Ames anunció que construiría el Little Theatre (ahora Hayes Theatre) en 44th Street. Los fundadores del New Theatre mencionaron la dificultad de encontrar un director para el nuevo New Theatre, así como la posible competencia con Ames's Little Theatre.
En abril de 1912, Winthrop Ames y Lee Shubert decidieron arrendar el sitio del nuevo New Theatre a la familia Astor. Se construirían dos teatros en el sitio, junto con un callejón privado al este. El teatro de Shubert sería el lugar más grande, estaría en la calle 44, mientras que el teatro de Ames estaría en la calle 45 y tendría la mitad de la capacidad de asientos. El teatro más grande se conocía como Sam S. Shubert Theatre, en memoria del difunto hermano de Lee, mientras que el más pequeño recibió su nombre de Edwin Booth. El Booth Theatre se convirtió en el segundo lugar de la ciudad de Nueva York en llevar el nombre de Booth, después del Booth's Theatre en 23rd Street y Sixth Avenue, terminado en 1869 para el propio Booth. En las etapas de planificación, el Booth Theatre en 45th Street recibió el nombre de Ames Theatre. En septiembre de 1912, Ames indicó que llamaría al teatro Gotham; el nombre estuvo en uso hasta al menos agosto de 1913. En última instancia, Ames nombró a su teatro de la calle 45 en honor a Booth porque el padre de Ames había trabajado directamente para Booth en el antiguo teatro.
Los documentos indican que se consultó a varios arquitectos para el diseño de los teatros, incluido Clarence H. Blackall, antes de que los Shubert contrataran a Henry B. Herts para el trabajo. También se planeó un "palacio de hielo" en el sitio que ahora ocupan los teatros Broadhurst y Schoenfeld. El trabajo en los dos teatros comenzó en mayo de 1912. Al mes siguiente, se retiró la solicitud de nueva construcción para el New Theatre (que se había presentado en 1911) y se presentaron dos solicitudes de nueva construcción para los teatros de Shubert y Ames. Herts comenzó a aceptar ofertas para contratistas de construcción en julio y Fleischmann Bros. La compañía fue seleccionada el mes siguiente para construir los dos nuevos teatros. El proyecto encontró varios retrasos y disputas sobre los costos. Los documentos indican que Fleischmann Bros. había expresado su preocupación por los dibujos imprecisos y despidió a varios trabajadores. Se produjeron más retrasos cuando Ames solicitó varios cambios en el diseño de Booth a mediados de 1912; Herts dijo que esto requeriría que los planes se rehicieran por completo, mientras que J. J. Shubert creía que los cambios eran superficiales.

#### Bajo la dirección de Ames
Ames quería operar el nuevo teatro como un lugar íntimo que fuera "lo suficientemente grande como para hacer posible la escala habitual de precios de orquesta y balcón". Se suponía que abriría el 10 de octubre de 1913, pero su apertura se pospuso seis días porque una fuerte lluvia inundó el sótano. El Booth abrió el 16 de octubre con la obra de Arnold Bennett The Great Adventure con Lyn Harding y Janet Beecher ; cerró después de 52 funciones.  En ese momento, solo había otros dos teatros en los bloques circundantes: el Little Theatre y el ahora demolido Weber and Fields' Music Hall. La primera producción exitosa en el stand fue Experience with William Elliott, que se inauguró a fines de 1914 y continuó durante 255 funciones. Ames también organizó una competencia por la mejor obra sobre un tema estadounidense de un escritor estadounidense; otorgó el premio de 10 000 dólares a la obra Children of Earth de Alice Brown, que se mostró en el Booth en enero de 1915. Ese abril, el teatro acogió The Bubble with Louis Mann, que tuvo 176 representaciones.
El Booth acogió numerosas obras de teatro moderadamente exitosas de dramaturgos notables a fines de la década de 1910. Entre estos estaban Getting Married de George Bernard Shaw en 1916, con Henrietta Crosman y William Faversham. Otra obra de teatro exitosa llegó al Booth a principios de 1917 con el estreno de Una calamidad exitosa de Clare Kummer con William Gillette, Estelle Winwood y Roland Young. De Luxe Annie abrió más tarde ese mismo año, con Jane Gray y Vincent Serrano. La obra Seventeen, basada en una novela de Booth Tarkington, se estrenó en Booth en 1918 con Ruth Gordon y Gregory Kelly. Esto fue seguido en 1919 por el misterio La mujer en la habitación 13  y la comedia de W. Somerset Maugham Demasiados maridos.
En 1920, el Booth acogió el melodrama The Purple Mask con Leo Ditrichstein ; la obra No hace mucho tiempo con Eva Le Gallienne, Sidney Blackmer y Thomas Mitchell ; y una dramatización de El príncipe y el mendigo de Mark Twain con Ruth Findlay y William Faversham. Al año siguiente, la obra The Green Goddess abrió con George Arliss,  permaneciendo durante 440 funciones. [lower-alpha 1] La obra de teatro de AA Milne The Truth About Blayds se estrenó en el teatro en 1922, con OP Heggie, Leslie Howard, Frieda Inescort y Ferdinand Gottschalk. Seventh Heaven se estrenó más tarde ese mismo año, con 683 funciones.  En 1924, el Booth recibió a Dancing Mothers con Helen Hayes, Mary Young y Henry Stephenson. Esto fue seguido poco después por la obra Minick de George S. Kaufman y Edna Ferber, así como la versión del Theatre Guild de la obra de Ferenc Molnár The Guardsman con Alfred Lunt y Lynn Fontanne.
Muchas producciones en el Booth en 1925 y 1926 fueron fracasos.  Entre las producciones de Booth en 1925 se encontraba la reposición de Hamlet de Shakespeare de Horace Liveright con Basil Sydney y Helen Chandler, así como la comedia The Patsy con Claiborne Foster. Al año siguiente, Ames produjo una versión efímera de la comedia White Wings de Philip Barry. El Booth finalmente tuvo otro éxito a principios de 1927 con la comedia Saturday's Children de Maxwell Anderson con Beulah Bondi, Ruth Gordon y Roger Pryor, que tuvo 310 representaciones. También ese año, Leslie Howard y Frieda Inescort regresaron en la producción de Ames de Escape de John Galsworthy. La revista Grand Street Follies se presentó en el Booth en 1928 y 1929, con James Cagney y Dorothy Sands. Ames anunció su retiro de la producción en octubre de 1929, aunque dijo que continuaría controlando el Booth Theatre. El mismo mes, la obra Jenny se estrenó en el teatro, con Jane Cowl y Guy Standing.

### Bajo la dirección de los Shubert

#### Años 1930 y 1940

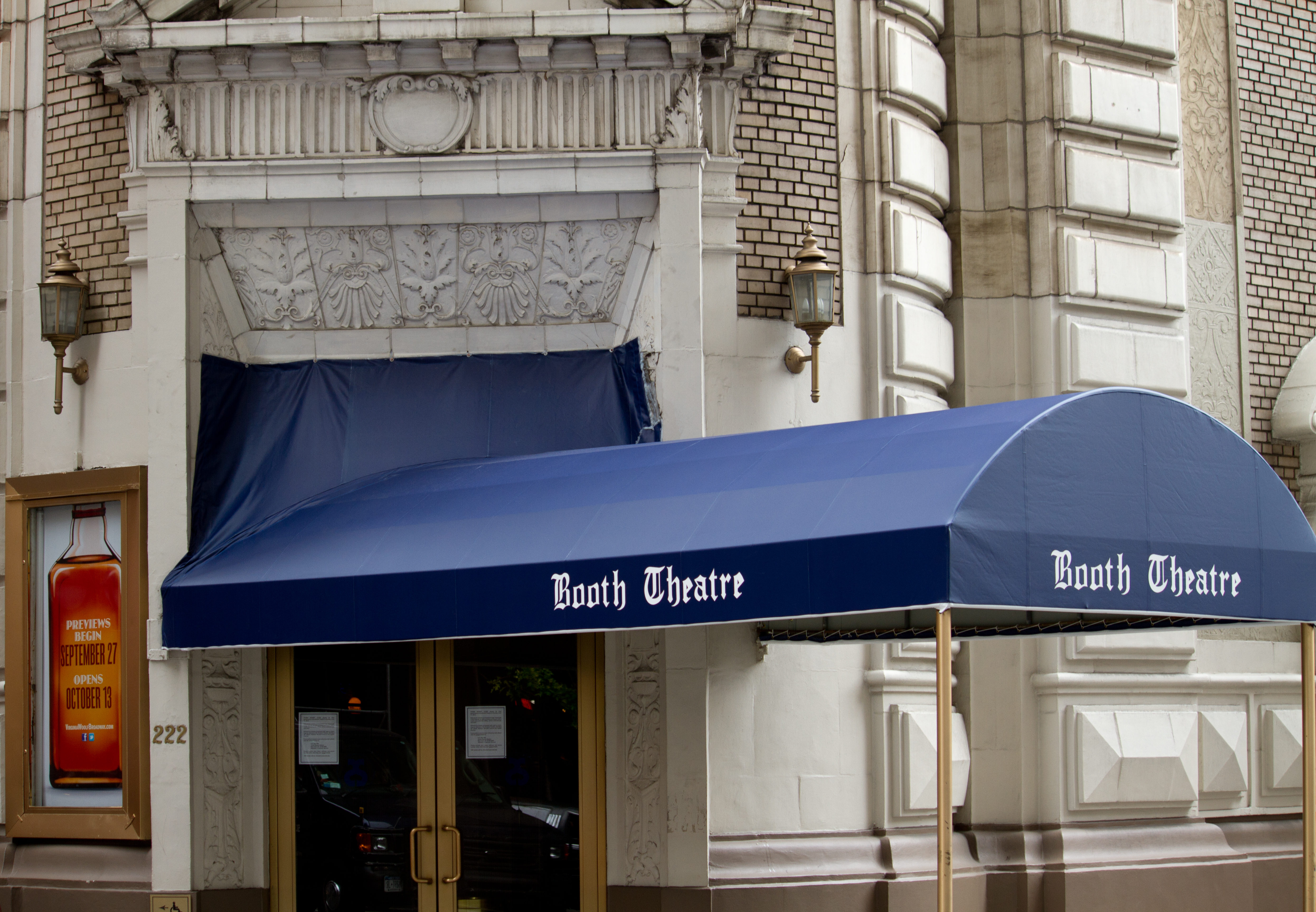
Pabellón

El Booth acogió unas cincuenta producciones en la década de 1930. Aunque el teatro siempre se reservó rápidamente debido a su ubicación en el centro del distrito de los teatros, muchos de estos espectáculos duraron poco o se trasladaron de otros lugares. Una de las carreras cortas más notables fue A Modern Virgin de Elmer Harris en 1931, en la que Margaret Sullavan actuó por primera vez en un escenario de Broadway. Esto fue seguido en 1932 por Otro idioma, protagonizada por John Beal, Margaret Hamilton, Dorothy Stickney y Margaret Wycherly para 348 funciones.  Ese año, Ames renunció por completo a la gestión de Booth y los Shubert se hicieron cargo. En 1934, el teatro acogió algunos éxitos moderados como No More Ladies, The Shining Hour, y The Distaff Side. Las obras de teatro de Booth en 1935 incluyeron Laburnum Grove de JB Priestley ; El efímero De Luxe de John Gearon y Louis Bromfield ; Kind Lady de Edward Chodorov con Grace George ; y Blind Alley de James Warwick con George Coulouris. Esto fue seguido en 1936 por el drama chino Lady Precious Stream ; Sweet Aloes, donde Rex Harrison se estrenó en Broadway; y la farsa de lucha libre Swing Your Lady.
You Can't Take It with You de George Kaufman y Moss Hart, con Josephine Hull y Henry Travers, se estrenó en diciembre de 1936 y permaneció durante 837 representaciones, ganando un premio Pulitzer.  Le siguió el drama de Patricia Collinge Dame Nature y el drama de Philip Barry Here Come the Clowns en 1938, así como la revista de Nancy Hamilton y Morgan Lewis One for the Money en 1939. Otra obra ganadora del Pulitzer, The Time of Your Life, se inauguró en el Booth a fines de 1939. Las producciones de Booth en la década de 1940 generalmente duraron más que en la década anterior. En 1940, Hamilton y Lewis trajeron al Booth la revista Two for the Show, una continuación de One for the Money que presentaba a muchos de los mismos artistas. Esto fue seguido en febrero de 1941 por la obra de Rose Franken Claudia con Dorothy McGuire, Frances Starr y Donald Cook, que duró un año. La comedia Blithe Spirit de Noël Coward, con Mildred Natwick, Clifton Webb y Peggy Wood, se trasladó al Booth en mayo de 1942  y se prolongó hasta junio de 1943. Otra carrera larga fue The Two Mrs. Carrolls, que se estrenó en 1943 con Elisabeth Bergner, Victor Jory e Irene Worth y tuvo 585 representaciones.
El drama de Ralph Nelson The Wind Is Ninety apareció en el Booth en 1945, seguido de la comedia de Tennessee Williams y Donald Windham You Touched Me!. Al año siguiente, el teatro acogió una reposición de El aspirante a caballero ; el misterioso canto del cisne ; y un renacimiento de The Playboy of the Western World. Entre las producciones de Booth en 1947 se encontraba la obra de Norman Krasna John Loves Mary, que presentaba a Tom Ewell, Nina Foch y William Prince. Al año siguiente, se revivió la comedia de Molnár The Play's the Thing, con Louis Calhern y Faye Emerson. At War with the Army de James B. Allardice se presentó en 1949 con Gary Merrill, y The Velvet Glove abrió a finales de ese año con Grace George y Walter Hampden.

#### Años 1950 a 1970

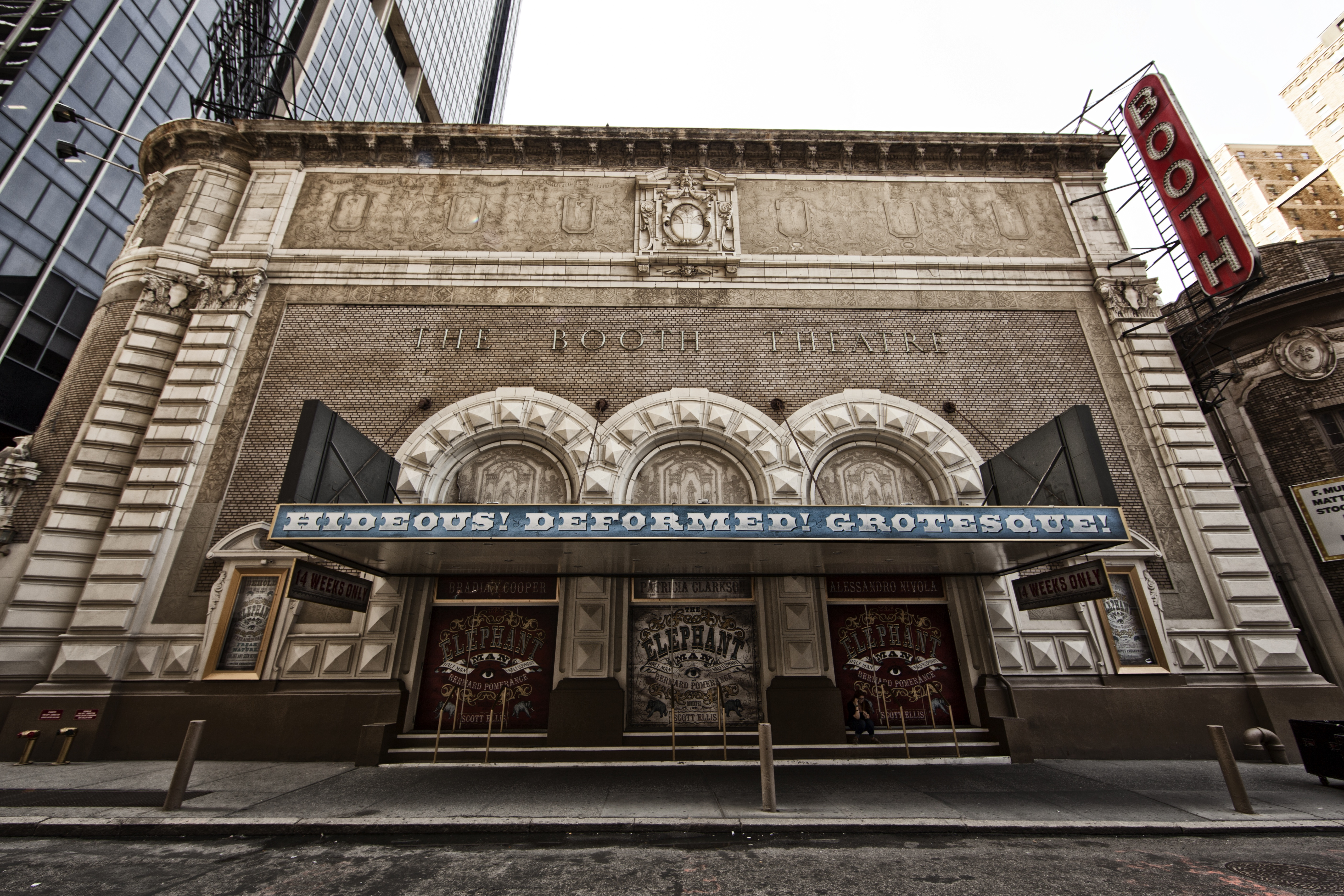
Vista desde el otro lado de la calle 45

La obra de William Inge Come Back, Little Sheba se estrenó en 1950, con Shirley Booth y Sidney Blackmer ;  fue la primera producción de Broadway de Inge. Otro éxito fue la revista de Beatrice Lillie An Evening with Beatrice Lillie en 1952, que tuvo 278 representaciones. Posteriormente, la Caseta acogió el estreno mundial de la película César en 1953, la primera producción no legítima en la historia del teatro. El siguiente éxito del Booth fue una ejecución de diez meses de Anniversary Waltz de Jerome Chodorov con Macdonald Carey y Kitty Carlisle, que se había mudado de Broadhurst, a partir de finales de 1954. El drama de la Guerra de Corea Time Limit de Ralph Berkey y Henry Denker se estrenó en 1956 y tuvo 127 funciones. La comedia de Gore Vidal Visit to a Small Planet se estrenó el próximo febrero, protagonizada por Cyril Ritchard y Eddie Mayehoff durante un año. Posteriormente, la obra para dos personas de William Gibson, Two for the Seesaw, se inauguró en enero de 1958 y duró hasta finales de 1959.
La obra de Paddy Chayefsky The Tenth Man se estrenó en el Booth en noviembre de 1959 y tuvo 623 representaciones durante el año siguiente.  La obra Julia, Jake y el tío Joe con Claudette Colbert cerró después de su presentación única en enero de 1961, pero la comedia A Shot in the Dark tuvo más éxito el mismo año, protagonizada por Julie Harris, Walter Matthau, Gene Saks y William Shatner. Una comedia de Murray Schisgal, Luv, se estrenó en 1964 y contó con Alan Arkin, Anne Jackson y Eli Wallach ; duró unas 900 representaciones.  El dúo de comedia Flanders and Swann realizó su revista At the Drop of Another Hat en el Booth en 1966, luego del éxito de At the Drop of a Hat. Al año siguiente, se representó en el teatro la obra de Harold Pinter The Birthday Party. Después de varias presentaciones relativamente cortas,  el Booth acogió la obra de Leonard Gershe Butterflies Are Free, que tuvo 1.128 representaciones hasta 1972.
La primera producción nueva del Booth de la década de 1970 fue la versión de Joseph Papp de la obra ganadora del Pulitzer de Jason Miller That Championship Season. El espectáculo se mudó de The Public Theatre en septiembre de 1972 y tuvo 844 funciones durante el próximo año y medio. Posteriormente, en 1974, el Booth recibió una transferencia de la obra fuera de Broadway Bad Habits de Terrence McNally,  así como la obra de Schisgal All Over Town. Al año siguiente, Papp anunció que produciría cinco obras en el Booth bajo los auspicios del Festival de Shakespeare de Nueva York, ofreciendo entradas a precios bajos. Papp canceló el programa debido a la falta de dinero, y solo se realizó una producción, The Leaf People, de corta duración. A esto le siguió el musical de Jerome Kern Very Good Eddie a finales de 1975. Otro éxito fue For Colored Girls Who Have Considered Suicide / When the Rainbow Is Enuf, que se estrenó en 1976 y tuvo 742 funciones durante los siguientes dos años.
En 1979, los Shubert contrataron a Melanie Kahane para rediseñar el Teatro Booth. El proyecto involucró la restauración del diseño original del stand en tres semanas; en ese momento, Kahane caracterizó el teatro como un "saco viejo y triste". Kahane eliminó algunos detalles de diseño, como los candelabros franceses, ya que creía que eran incompatibles con el esquema general. El auditorio fue redecorado con un esquema de color beige y marrón. Además, tres antiguos vestidores se convirtieron en la tienda One Shubert Alley. El Booth terminó la década con la transferencia de la obra fuera de Broadway de Bernard Pomerance The Elephant Man, que se estrenó en 1979 y permaneció durante 916 funciones.

#### Años 1980 y 1990

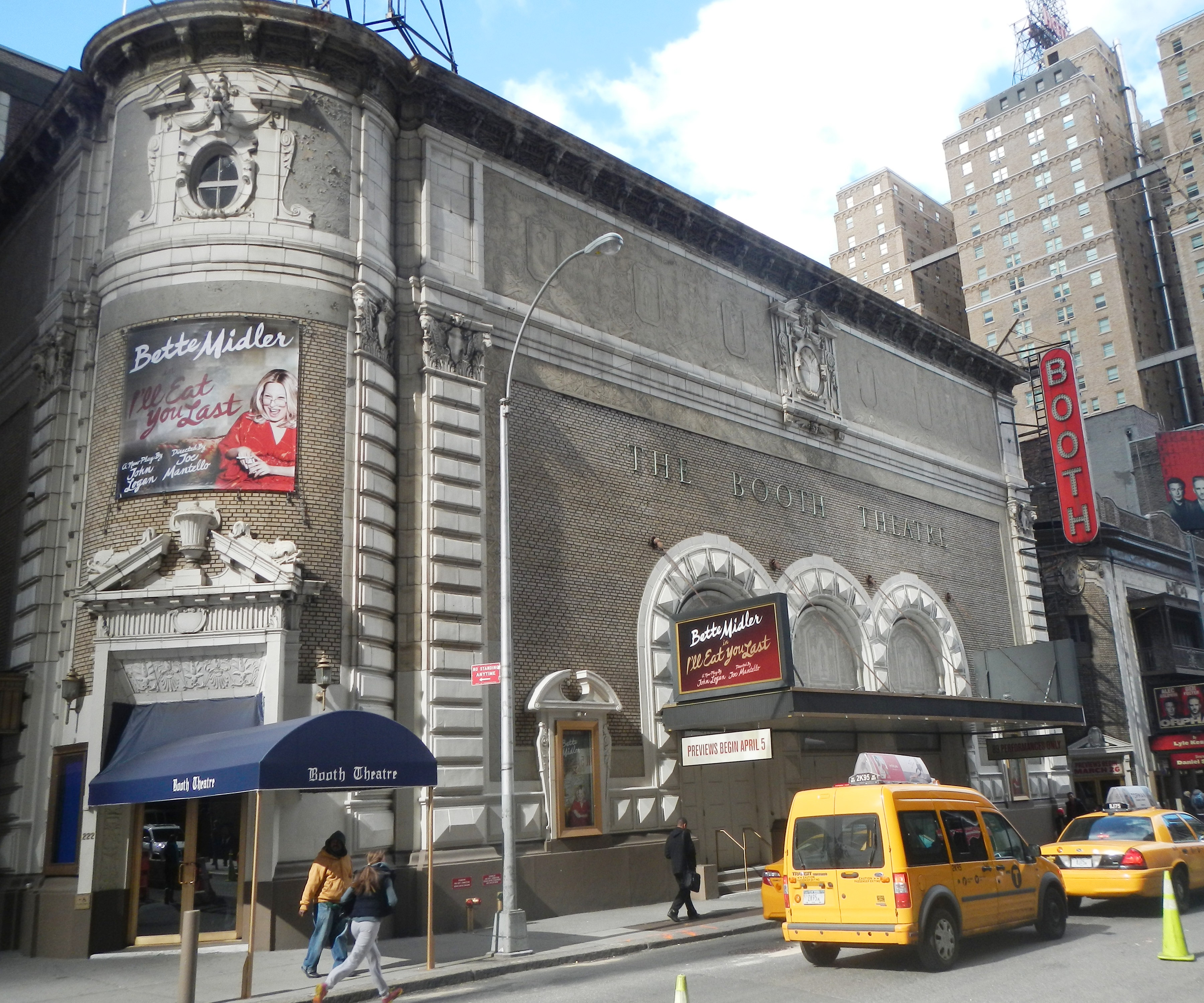
La fachada vista desde el otro lado de la calle 45 en la mañana

La obra Mass Appeal de Bill C. Davis se transfirió al Booth desde fuera de Broadway en 1981, protagonizada por Michael O'Keefe y Milo O'Shea. La Royal Shakespeare Company presentó la obra de Cecil Taylor Good con Alan Howard en 1982, y Total Abandon de Larry Atlas fracasó al año siguiente después de su única actuación. A esto le siguió en 1984 el musical Sunday in the Park With George de Stephen Sondheim y James Lapine, ganador del Pulitzer, con Mandy Patinkin y Bernadette Peters. La obra de Herb Gardner I'm Not Rappaport se trasladó al Booth desde fuera de Broadway en noviembre de 1985, permaneciendo en 890 funciones hasta principios de 1988.  El éxito final de la década fue Shirley Valentine, que se estrenó en 1989 y tuvo 324 funciones.
La Comisión de Preservación de Monumentos Históricos de la Ciudad de Nueva York (LPC, por sus siglas en inglés) había comenzado a considerar la protección del Booth como un hito oficial de la ciudad en 1982, y las discusiones continuaron durante los siguientes años. El LPC designó tanto la fachada como el interior del stand como hitos el 4 de noviembre de 1987. Esto fue parte del amplio esfuerzo de LPC en 1987 para otorgar un estatus histórico a los teatros de Broadway. La Junta de Estimaciones de la Ciudad de Nueva York ratificó las designaciones en marzo de 1988. Los Shubert, los Nederlanders y Jujamcyn demandaron colectivamente al LPC en junio de 1988 para anular las designaciones históricas de 22 teatros, incluido el Booth, por el mérito de que las designaciones limitaban severamente la medida en que los teatros podían modificarse. La demanda se elevó a la Corte Suprema de Nueva York y la Corte Suprema de los Estados Unidos, pero estas designaciones finalmente se confirmaron en 1992.
En octubre de 1990, el musical Once on This Island de Lynn Ahrens y Stephen Flaherty se estrenó en el Booth, con 469 funciones. A esto le siguió en 1992 The Most Happy Fella de Frank Loesser con 221 representaciones, así como la obra de Frank McGuinness Alguien que me vigilará con 216 representaciones. La obra de teatro de Jonathan Tolins El crepúsculo de los oros tuvo una breve presentación a finales de 1993,  al igual que Broken Glass de Arthur Miller en 1994.  A fines de 1994, el stand acogió una edición limitada de A Tuna Christmas. Al año siguiente, el Booth acogió la producción de Emily Mann de Have Our Say, que tuvo 308 representaciones. El Booth luego presentó dos espectáculos individuales: Love Thy Neighbor de Jackie Mason en 1996, así como Defending the Caveman de Rob Becker (luego reemplazado por Michael Chiklis ). El conjunto de tres obras de un acto de David Mamet, The Old Neighborhood, tuvo 197 funciones en el Booth a fines de 1997 y principios de 1998. La revista An Evening with Jerry Herman y la rutina de stand-up de Sandra Bernhard I'm Still Here... Damn It!  fueron puestas en escena en 1998, seguidas por Via Dolorosa de David Hare y Dame Edna: The Royal Tour de Barry Humphries en 1999.

#### De 2000 al presente

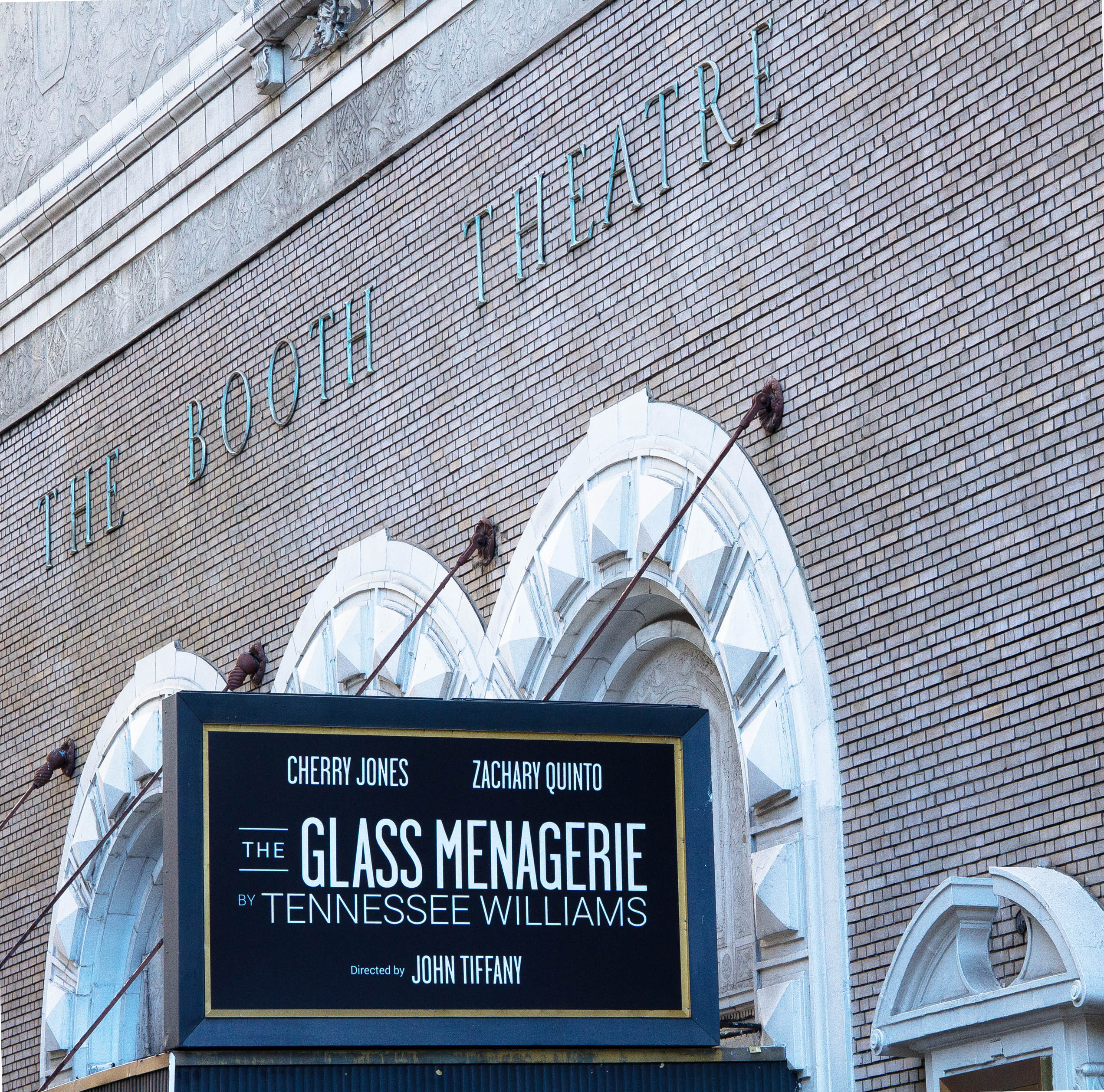
The Glass Menagerie en el Booth Theatre en 2013

Lily Tomlin realizó su espectáculo individual The Search for Signs of Intelligent Life in the Universe en 2000, seguido de otro espectáculo individual en 2002, Bea Arthur de Bea Arthur en Broadway. Una reposición de 2002 de I'm Not Rappaport cerró después de 51 representaciones, y la obra Our Town de Thornton Wilder se revivió el mismo año. The Retreat from Moscow se inauguró en 2003 con 148 presentaciones, y el solo de Eve Ensler The Good Body fracasó después de un mes en 2004. El siguiente fue el drama The Pillowman y una reposición de Seascape de Edward Albee en 2005, luego las reposiciones de Faith Healer y Butley en 2006. La obra en solitario de Joan Didion El año del pensamiento mágico y el drama de Conor McPherson The Seafarer tuvieron presentaciones de varios meses en 2007, y Laurence Fishburne también dirigió el drama en solitario Thurgood con más de cien representaciones en 2008. Por el contrario, Dividing the Estate de Horton Foote duró solo un mes y medio a fines de 2008, y el musical The Story of My Life tuvo cinco funciones en 2009.
La obra Next to Normal se inauguró en el Booth en abril de 2009 y estuvo al aire hasta enero de 2011. Después de una serie de siete funciones de la obra High en el teatro en abril de 2011, se estrenó una serie más larga de Other Desert Cities más tarde ese año. En general, Booth albergó jugadas directas durante la década de 2010. Estos incluyeron ¿Quién teme a Virginia Woolf? en 2012, I'll Eat You Last: A Chat with Sue Mengers y The Glass Menagerie en 2013, y The Velocity of Autumn y The Elephant Man en 2014. Hand to God fue la producción más exitosa durante este tiempo, se estrenó en 2015 y tuvo 337 funciones. Otras obras en el stand incluyeron Hughie, An Act of God y Les Liaisons Dangereuses en 2016; Significant Other y Meteor Shower en 2017; y The Boys in the Band y American Son en 2018.
El Booth presentó Gary: A Sequel to Titus Andronicus a principios de 2019, seguido más tarde el mismo año por una ejecución limitada de Freestyle Love Supreme. El teatro cerró el 12 de marzo de 2020 debido a la pandemia de COVID-19 en la ciudad de Nueva York. Una reposición de ¿Quién teme a Virginia Woolf?, que solo había reproducido vistas previas en el stand antes del cierre, fue cancelada.  El stand reabrió el 7 de octubre de 2021, con una edición limitada de Freestyle Love Supreme, que cerró después de tres meses.  Un renacimiento de corta duración de For Colored Girls Who Have Considered Suicide / When the Rainbow Is Enuf se inauguró en el Booth en abril de 2022. Está previsto que le siga Kimberly Akimbo en noviembre de 2022. 

## Récord de taquilla
Bette Midler estableció un récord de taquilla en I'll Eat You Last: A Chat with Sue Mengers con una recaudación de 865 144 dólares en mayo de 2013. The Elephant Man, protagonizada por Bradley Cooper, superó el récord de Midler al recaudar 1 058 547 dólares en una semana de ocho funciones que finalizó el 28 de diciembre de 2014. El récord actual está en manos de The Boys in the Band. La producción recaudó 1 152 649 dólares en ocho funciones durante la semana que finalizó el 12 de agosto de 2018.

## Producciones notables
- 1913: The Great Adventure[284][87]
- 1915: Our American Cousin[285][286]
- 1916: David Garrick[287][286]
- 1916: The Co-Respondent[288][286]
- 1916: Getting Married[289][286]
- 1917: A Successful Calamity[290][286]
- 1919: The Woman in Room 13[291][292]
- 1919: The Better 'Ole[293][292]
- 1919: Too Many Husbands[294][292]
- 1920: The Purple Mask[295][292]
- 1920: The Prince and the Pauper[109][292]
- 1921: The Green Goddess[296][292]
- 1922: The Truth About Blayds[297][292]
- 1922: Seventh Heaven[298][299]
- 1924: Dancing Mothers[116][299]
- 1924: Paolo and Francesca[300][299]
- 1925: The Fall of Eve[301][299]
- 1925: Hamlet[302][299]
- 1926: John Gabriel Borkman[303][299]
- 1927: Escape[304][305]
- 1930: Tío Vania[306][305]
- 1930: The Man in Possession[307][305]
- 1931: The Bread-Winner[308][309]
- 1931: After All[310][309]
- 1931: If Love Were All[311][309]
- 1932: Jewel Robbery[312][309]
- 1932: Another Language[313][309]
- 1933: For Services Rendered[314][315]
- 1933: Candide[316][315]
- 1934: No More Ladies[317][315]
- 1934: The Shining Hour[318][315]
- 1934: The Distaff Side[319][315]
- 1935: Laburnum Grove[320][315]
- 1935: Kind Lady[321][315]
- 1936: Lady Precious Stream[322][323]
- 1936: Swing Your Lady[324][323]
- 1936: You Can't Take It with You[325][323]
- 1939: The Time of Your Life[326][323]
- 1940: Two for the Show[327][323]
- 1941: The Cream in the Well[328][329]
- 1941: Claudia[330][329]
- 1942: Blithe Spirit[162][331]
- 1943: The Two Mrs. Carrolls[332][329]
- 1946: The Would-Be Gentleman[333][329]
- 1946: El que recibe las bofetadas[334][329]
- 1946: Playboy of the Western World[335][336]
- 1947: John Loves Mary[173][337]
- 1947: Tenting Tonight[338][336]
- 1947: Portrait in Black[339][336]
- 1947: Duet for Two Hands[340][336]
- 1947: Ha llegado un inspector[341][336]
- 1948: The Play's the Thing[342][336]
- 1948: The Shop at Sly Corner[343][336]
- 1949: Richard III[344][336]
- 1949: At War with the Army[345][336]
- 1950: Come Back, Little Sheba[346][347]
- 1951: Lace on Her Petticoat[348][347]
- 1952: An Evening With Beatrice Lillie[349][347]
- 1953: Late Love[350][351]
- 1954: Dial M for Murder[352]
- 1954: All Summer Long[353]
- 1956: The Matchmaker[354]
- 1957: Visit to a Small Planet[190][351]
- 1958: Two for the Seesaw[355][351]
- 1959: The Tenth Man[356][351]
- 1961: A Shot in the Dark[195][357]
- 1963: Rattle of a Simple Man[358][359]
- 1963: Spoon River Anthology[360][359]
- 1964: Luv[197][361]
- 1966: At the Drop of Another Hat[362][359]
- 1967: The Birthday Party[363][364]
- 1968: Avanti![365][364]
- 1968: Leonard Sillman's New Faces of 1968[366][364]
- 1969: Butterflies Are Free[367][364]
- 1972: That Championship Season[368][364]
- 1974: Bad Habits[369][364]
- 1974: Brief Lives[370][364]
- 1975: Very Good Eddie[371][364]
- 1976: For Colored Girls Who Have Considered Suicide / When the Rainbow Is Enuf[372][373]
- 1979: Monteith and Rand[374][373]
- 1979: The Elephant Man[375][373]
- 1981: An Evening with Dave Allen[376][373]
- 1981: Mass Appeal[377][373]
- 1982: Good[378][373]
- 1983: American Buffalo[379][373]
- 1984: Sunday in the Park with George[380][373]
- 1985: I'm Not Rappaport[227][381]
- 1988: A Walk in the Woods[382]
- 1988: Michael Feinstein in Concert: "Isn't It Romantic"[383]
- 1989: Shirley Valentine[384][385]
- 1989: Tru[386]
- 1990: Once on This Island[387][385]
- 1992: The Most Happy Fella[36][241]
- 1992: Someone Who'll Watch Over Me[388][389]
- 1993: The Twilight of the Golds[390][389]
- 1994: Broken Glass[391][389]
- 1994: A Tuna Christmas[392][389]
- 1995: Having Our Say[249][385]
- 1997: The Old Neighborhood[393]
- 1998: An Evening with Jerry Herman[394]
- 1998: I'm Still Here... Damn It![395]
- 1999: Via Dolorosa[396][397]
- 2000: The Search for Signs of Intelligent Life in the Universe[398][397]
- 2001: Bea Arthur on Broadway[399][397]
- 2002: I'm Not Rappaport[400][263]
- 2002: Our Town[401][397]
- 2003: The Retreat from Moscow[402][265]
- 2005: El hombre almohada[403][404]
- 2006: Seascape[405][406]
- 2006: Faith Healer[407][408]
- 2006: Butley[409][410]
- 2007: The Year of Magical Thinking[411][412]
- 2007: The Seafarer[413][414]
- 2008: Thurgood[415][416]
- 2008: Dividing the Estate[417][268]
- 2009: The Story of My Life[418][269]
- 2009: Next to Normal[270][271]
- 2011: High[419][272]
- 2011: Other Desert Cities[420][273]
- 2012: Who's Afraid of Virginia Woolf?[421]
- 2013: I'll Eat You Last: A Chat with Sue Mengers[422]
- 2013: El zoo de crista[423]
- 2014: The Elephant Man[424]
- 2015: Hand to God[425][274]
- 2016: Hughie[426]
- 2016: An Act of God[427]
- 2016: Les Liaisons Dangereuses[428]
- 2017: Significant Other[429]
- 2017: Meteor Shower[430]
- 2018: The Boys in the Band[431]
- 2019: Gary: A Sequel to Titus Andronicus[432][275]
- 2019: Freestyle Love Supreme[433][276]
- 2020: Who's Afraid of Virginia Woolf?[434][435]
- 2021: Freestyle Love Supreme[436]
- 2022: For Colored Girls Who Have Considered Suicide / When the Rainbow Is Enuf[437][438]
- 2022: Kimberly Akimbo[439]